# Park Smiřického
Park Smiřického (Břevnovské Plivátko) je park v Praze-Břevnově v lokalitě Strahov mezi ulicemi Diskařská, Maratónská a Smiřického.

## Historie
Původně zde po několik desetiletí bylo dětské brouzdaliště s malou hloubku vody, které místní obyvatelé pojmenovali „Plivátko“. Svému účelu přestalo sloužit v polovině 80. let 20. století.
Po roce 2015 vznikl záměr upravit jeho okolí - doplnit vybavení parku (například piknikové místo, stojan na kolo, zdroj vody-pítko, stromový domek pro děti, hrazda na cvičení), provést drobné terénní úpravy a úpravy zeleně (odstranit náletový porost a vysadit strom u vstupu do parku), vybudovat přívod vody a elektřiny a revitalizovat stávající pískoviště. Hlavním zřetelem bylo zachování přírodních hodnot místa.
Odpočinkové místo bylo otevřeno v červnu 2020, revitalizace trvala půl roku a proběhla na základě projektu „Nápad pro 6“. V roce 2024 získá MČ Praha 6 díky kontribučním smlouvám dalších téměř 15000 m² plochy, které využije k rozšíření parku.